# Websphere data interchange
Websphere Data Interchange est un outil de traduction XML-EDI publié par l'éditeur IBM. Elle transforme les fichiers de type Plat vers les fichiers de type EDI. La fonction de traduction de ce produit peut être activé à partir de Websphere ESB ou Websphere Process Server via le protocole JMS/MQ.